# Константин
Константи́н (болг. Константин) — село у Великотирновській області Болгарії. Входить до складу общини Єлена.

## Населення
За даними перепису населення 2011 року у селі проживали 1022 особи.
Національний склад населення села:
| Національність   | Кількість осіб | Відсоток |
| ---------------- | -------------- | -------- |
| турки            | 635            | 67,3%    |
| болгари          | 285            | 30,2%    |
| цигани           | 9              | 1,0%     |
| Всього відповіли | 943            |          |

Розподіл населення за віком у 2011 році:
Динаміка населення: